# أبشي
أبشي مدينة تقع في الوسط الشرقي لجمهورية تشاد، ويبلغ عدد سكانها 76.492 ساكن حسب إحصائيات 2012.

## تاريخ
في عام 1909، غزت القوات الفرنسية المملكة وأنشأت حامية في أبيشي. استولت فرنسا على السلطة، مما أجبر السلطان على التخلي عن عرشه. في ذلك الوقت، كانت أبيشي أكبر مدينة في تشاد حيث بلغ عدد سكانها 28000 نسمة، لكن الأوبئة الكبرى أدت إلى انخفاض عدد السكان إلى 6000 نسمة في عام 1919. 
في يوم الـ15 من نوفمبر 1917، جمعت القوات الفرنسية خيرة علماء الدين الإسلامي في المنطقة، وكان اللقاء مبرمجا ظاهريا للحديث عن إدارة البلاد تحت الحكم الفرنسي وكيفية تصريف شؤونها، وعند تجمع ما يقارب 400 عالم دين وزعيم محلي في مدينة «أبشة» بإقليم «واداي» سنة 1917، تم القضاء عليهم عبر ذبحهم بدم بارد في مرة واحدة، ودفن هؤلاء العلماء في مقبرة جماعية بمنطقة «أم كامل» والمقبرة موجودة حتى الآن في مدينة أبشي، وقد بقيت هذه المجزرة راسخة في الذاكرة الجماعية تحت اسم «مجزرة كبكب».
وفي عام 1935، تمت استعادة السلطنة بأوامر من الحكومة الفرنسية، كانت المدينة ذات يوم واحدة من معاقل طريق تجارة الرقيق العربية، وهي معروفة اليوم بأسواقها ومساجدها وكنائسها وساحتها (ساحة الاستقلال) وقصر السلطان. يوجد في أبيشي عدة مدارس ومستشفى وجامعة وهي واحدة من الحاميات الرئيسية للجيش الوطني لتشاد. هناك مطار صغير، يعمل من شروق الشمس إلى غروبها (SR-SS) مع رحلات إلى نجامينا.
في 25 تشرين الثاني (نوفمبر) 2006، سيطر اتحاد القوى من أجل الديمقراطية، وهي جماعة متمردة تسعى إلى عزل الرئيس إدريس ديبي، على المدينة. ووقعت أعمال نهب واسعة النطاق أثناء الليل. في نفس اليوم، تم القبض على بلدة المجاورة من قبل تجمع القوى الديمقراطية، وهي جماعة متمردة أخرى. بعد يوم واحد، استعاد الجيش التشادي كلا المدينتين.
في 30 أكتوبر 2007، لفتت المدينة الانتباه الدولي عندما تم اعتقال 17 متطوعًا فرنسيًا يعملون لصالح جمعية Zoé's Ark الخيرية هناك بتهمة اختطاف الأطفال.
أبشي هي مركز إيصال المساعدات الإنسانية لحوالي. 240 ألف لاجئ دارفوري يعيشون في 12 مخيما شرقي المدينة في المنطقة الحدودية مع السودان. افتتح عدد من المنظمات مكتبًا في عامي 2003 و 2004، على سبيل المثال المفوضية السامية للأمم المتحدة لشؤون اللاجئين والصليب الأحمر والوكالة الألمانية للتعاون التقني واليونيسف.

## المناخ
أبيشي هي أهم مدينة في تشاد. يحصل على مدار 336 يومًا في السنة أعلى من 32 درجة مئوية (90 درجة فهرنهايت). موسم الأمطار في منتصف العام، من يونيو إلى سبتمبر. الأشهر الأكثر حرارة هي من مارس إلى يونيو. يصنف نظام تصنيف مناخ كوبن جيجر مناخها على أنه مناخ حار شبه جاف (BSh). وهي واحدة من أكثر المدن حرارة على وجه الأرض بمتوسط ارتفاع يومي على مدار العام يزيد عن 36 درجة مئوية ومتوسط يومي يبلغ حوالي 29 درجة مئوية.

يظهر الجدول التالي التغييرات المناخية على مدار السنة لأبشي:
| البيانات المناخية لـأبشي                                                                     | البيانات المناخية لـأبشي | البيانات المناخية لـأبشي | البيانات المناخية لـأبشي | البيانات المناخية لـأبشي | البيانات المناخية لـأبشي | البيانات المناخية لـأبشي | البيانات المناخية لـأبشي | البيانات المناخية لـأبشي | البيانات المناخية لـأبشي | البيانات المناخية لـأبشي | البيانات المناخية لـأبشي | البيانات المناخية لـأبشي | البيانات المناخية لـأبشي |
| الشهر                                                                                        | يناير                    | فبراير                   | مارس                     | أبريل                    | مايو                     | يونيو                    | يوليو                    | أغسطس                    | سبتمبر                   | أكتوبر                   | نوفمبر                   | ديسمبر                   | المعدل السنوي            |
| -------------------------------------------------------------------------------------------- | ------------------------ | ------------------------ | ------------------------ | ------------------------ | ------------------------ | ------------------------ | ------------------------ | ------------------------ | ------------------------ | ------------------------ | ------------------------ | ------------------------ | ------------------------ |
| متوسط درجة الحرارة الكبرى °م (°ف)                                                            | 33.5 (92.3)              | 35.7 (96.3)              | 38.2 (100.8)             | 40.2 (104.4)             | 40.0 (104.0)             | 38.4 (101.1)             | 34.7 (94.5)              | 32.0 (89.6)              | 34.0 (93.2)              | 37.3 (99.1)              | 35.8 (96.4)              | 34.0 (93.2)              | 36.2 (97.2)              |
| المتوسط اليومي °م (°ف)                                                                       | 24.9 (76.8)              | 27.6 (81.7)              | 30.3 (86.5)              | 32.7 (90.9)              | 32.8 (91.0)              | 31.6 (88.9)              | 28.7 (83.7)              | 27.0 (80.6)              | 28.2 (82.8)              | 29.8 (85.6)              | 27.9 (82.2)              | 25.4 (77.7)              | 28.9 (84.0)              |
| متوسط درجة الحرارة الصغرى °م (°ف)                                                            | 16.1 (61.0)              | 18.3 (64.9)              | 22.1 (71.8)              | 25.1 (77.2)              | 25.7 (78.3)              | 24.8 (76.6)              | 23.6 (74.5)              | 22.3 (72.1)              | 22.3 (72.1)              | 22.6 (72.7)              | 20.7 (69.3)              | 17.8 (64.0)              | 21.8 (71.2)              |
| الهطول مم (إنش)                                                                              | 0.0 (0.0)                | 0.0 (0.0)                | 0.1 (0.00)               | 3.2 (0.13)               | 12.1 (0.48)              | 34.6 (1.36)              | 98.1 (3.86)              | 166.2 (6.54)             | 53.4 (2.10)              | 5.1 (0.20)               | 0.1 (0.00)               | 0.0 (0.0)                | 372.9 (14.67)            |
| متوسط أيام هطول الأمطار (≥ 0.1 mm)                                                           | 0                        | 0                        | 1                        | 2                        | 4                        | 6                        | 12                       | 14                       | 7                        | 2                        | 1                        | 0                        | 49                       |
| متوسط الرطوبة النسبية (%)                                                                    | 20                       | 17                       | 16                       | 18                       | 27                       | 41                       | 60                       | 71                       | 61                       | 35                       | 23                       | 23                       | 34                       |
| ساعات سطوع الشمس الشهرية                                                                     | 316.2                    | 291.2                    | 300.7                    | 300.0                    | 313.1                    | 300.0                    | 254.2                    | 226.3                    | 261.0                    | 306.9                    | 312.0                    | 319.3                    | 3٬500٫9                  |
| ساعات سطوع الشمس اليومية                                                                     | 10.2                     | 10.4                     | 9.7                      | 10.0                     | 10.1                     | 10.0                     | 8.2                      | 7.3                      | 8.7                      | 9.9                      | 10.4                     | 10.3                     | 9.6                      |
| المصدر #1: المنظمة العالمية للأرصاد الجوية                                                   |                          |                          |                          |                          |                          |                          |                          |                          |                          |                          |                          |                          |                          |
| المصدر #2: NOAA (sun and humidity), Climate-Data.org, altitude: 544m (for mean temperatures) |                          |                          |                          |                          |                          |                          |                          |                          |                          |                          |                          |                          |                          |

## أعلام
- يوسف صالح عباس